# 昭和のこどもたち
昭和のこどもたち（しょうわのこどもたち）は、1987年より桐塑人形作家・石井美千子が独自に作り上げた昭和30年代を人形で再現した作品で、全64作品・332体で成り立っており、以下の2部構成となっています。
第一部：里山に生きる人々がテーマの「ふるさと編」
第二部：海に生きる人々がテーマの「海の人編」
展覧会では作家である故・石井美千子（没年2023年）が作成・監修したジオラマと四季の自然描写を背景に作品が並び、これまで全国100箇所以上で開催。
昭和ブームの火付け役とも言われ、その観客総動員数は150万人以上になります。

## 作品
- わんぱく
- 新しい靴
- 姉妹
- 桜の木の下で
- 草花遊びの帰り道
- 縁日
- 母のかたわら
- 負け試合
- じゃんけん
- チャンバラ
- こま
- お手伝い
- 三輪車
- 行商の群れ
- 紙芝居
- 幼子と
- 野菜売り
- 泣きむし
- とばしっこ
- なかよし
- 内職
- 街娼
- 嫁ぐ日
- かまどの前
- またのぞき
- 行水
- けんか
- 学校帰り
- 家路
- 僕らの木
- どろんこ
- 潮騒
- めぐるいのち
- ひざまくら
- 夢中
- あっかんべー
- とっくみあい
- 悪童
- 豊饒の一刻
- 午睡
- 仏笑
- おにいちゃんのかばん
- 先生
- いっぷく
- かまくら
- 慈愛
- 母子
- 田植え手伝い
- 稲扱き
- 縄綯い
- 昆虫少年
- 浜の子
- 秘密基地
- 海女船の引揚げ
- 海士の休憩
- ビー玉
- メンコ
- おはじき
- 風の子
- ゴム跳び
- 浜の午後
- 働く娘たち
- ままごと
- かんころ飯

## 人形のサイズ
約1/4 縮尺で、子供で約30cm〜40cm程度。

## 出版物
- 昭和のこどもたち作品集1～4
- 昭和のこどもたちポストカード10枚入りA～Eの5種類
- 昭和のこどもたち写真パネル